# Sampiran
Sampiran is een bestuurslaag in het regentschap Cirebon van de provincie West-Java, Indonesië. Sampiran telt 9031 inwoners (volkstelling 2010).